# Мартін Ружичка
Мартін Ружичка (чеськ. Martin Růžička; 15 грудня 1985, м. Бероун, ЧССР) — чеський хокеїст, правий нападник. Виступає за «Трактор» (Челябінськ) (КХЛ).
Вихованець хокейної школи «Бероуншті Медведі». Виступав за «Еверетт Сілвертіпс» (ЗХЛ), «Летбридж Гаррікейнс» (ЗХЛ), «Спарта» (Прага), «Бероуншті Медведі», «Зноємшті Орлі», «Оломоуць», «Тржинець», «Амур» (Хабаровськ).
В чемпіонатах Чехії — 272 матчі (76+71), у плей-оф — 56 матча (20+20).
У складі національної збірної Чехії учасник чемпіонату світу 2010 (8 матчів, 0+0). 
Досягнення
- Чемпіон світу (2010)
- Чемпіон Чехії (2006, 2011).